# Psolidium incubans
Psolidium incubans is een zeekomkommer uit de familie Psolidae. De zeekomkommer heeft een lang, leerachtig lijf en leeft in de zee.
De wetenschappelijke naam van de soort werd in 1925 gepubliceerd door Ekman.